# وحید بنانی
وحید بنانی (زادهٔ ۲۰ شهریور ۱۳۶۶ – درگذشتهٔ ۱۵ شهریور ۱۳۹۰ در کوار) دانش آموختهٔ مهندسی عمران و یکی از کشته شدگان سرکوب دراویش گنابادی در حوادث شهریور ۱۳۹۰ در شهرستان کوار بود. او در ورودی اصلی شهرستان کوار مورد اصابت گلوله از ناحیه شاهرگ ران پا قرار گرفت. خانوادهٔ این درویش گنابادی را تحت فشار قرار داده بودند که اعلام کنند بنانی بسیجی بوده‌است.

## درگیری در کوار
در کوار یک طلبهٔ جوان با پخش اعلامیه وسی دی‌هایی علیه دراویش و همچنین سردادن شعار لباس شخصی‌ها را به درگیری با دراویش ترغیب می‌کند.
لباس شخصی‌ها ابتدا مغازه‌های دراویش را به آتش می‌کشند و به این ترتیب درگیری بین دو طرف آغاز شده و از هر دو طیف عده ای زخمی می‌شوند.

درگیری‌ها روز جمعه ۱۵ شهریور ۱۳۹۰، ادامه یافته بود پیش از ظهر آغاز که در جریان آن گروهی لباس‌شخصی‌ها منتسب به «بسیج شیراز» با شعار «مرگ بر درویش آمریکایی»به منازل و مغازه‌های دراویش حمله کرده، مغازه‌ها را به آتش کشیده و منازل دراویش را مورد تفتیش قرار داده‌اند.
با این حال خبرگزاری داخلی ایراننوشته بودند جمعی از مردم شهرستان کوار فارس در پی اهانت دراویش گنابادی این شهر به یک طلبه در این شهر راهپیمایی کردند که با شلیک گلوله شکاری از سوی دراویش زخمی شدند.

## کشته شدن
در پی این درگیری‌ها فرشید یداللهی، وکیل دادگستری خبر داد در اعتراضات شهرستان کوار چهار درویش هم مجروح شدند که یکی از آنها به وحید بنانی بوده که در بیمارستان درگذشته است، همچنین به سه درویش مجروح دیگر در بیمارستان دستبند زده بودند.
مجذوبان نور نوشته بود «وحید بنانی که توسط مأمورین امنیتی و انتظامی مورد اصابت گلوله قرار گرفت؛ پس از سه ساعت در ساعت ۱۸:۳۰ سه شنبه ۱۵ شهریورماه درگذشته است.»

مأموران امنیتی و لباس شخصی‌ها، خانوادهٔ وحید بنانی، درویش گنابادی کشته شده توسط نیروهای حکومتی، را تحت فشار قرار داده بودند که اعلام کنند «بنانی بسیجی بوده‌است».

نهاد امنیتی خانواده بنانی را تهدید کرده بودند که اگر دراویش قصد شرکت داشته باشند جنازه تحویل داده نخواهد شد و به صورت گمنام دفن می‌گردد.
در مراسم تدفین این درویش گنابادی جو امنیتی در سروستان فارس برقرار شد.

پس کشته شدن یک درویش در این اعتراضات، دراویش گنابادی از سازمان‌های حقوق بشر درخواست کرده‌اند که به «وضعیت وخیم» آنها در ایران رسیدگی کنند.
نورعلی تابنده پس از کشته شدن او در شهریورماه ۱۳۹۰ رابطه گفته بود: حالا ان شاءالله خداوند به همه ما درویشان این محبت رو بکند و به ما این اجر رو بدهد. یک راهش هم اینست که از کسانی که به این اجر رسیده‌اند تقدیر کنیم و یادشان می‌کنیم، اینست که به یاد این مرحوم که در ضمن مبارزه با ظلم و ستم شهید شد یک فاتحه ای بخوانیم.
کسری نوری شهریورماه ۱۳۹۲ از زندان در نامه ای به خانواده بنانی گفته بود: هنوز خاطرمان در میانهٔ تلخی‌ها به پاسداریتان از خون وحید شیرین است، در شهریور ۱۳۹۰ که داغ وحید بر پیکرهٔ دراویش گنابادی نهاده شد ظلم ابلهانه و دو چندان معاندین عرفان و تصوف سبب فشار بر شما و خانوادهٔ شریفتان گشته بود تا با پذیرفتن دیه ای چشم بر خون فرزند بزرگوارتان بپوشید که پایداری و عزت جنابتان موجب حقارت و استهزای آقایان در روی همگان شد که اگر تمام شهر را از زر و سیم بگیرند بهای خون وحید جز همه دباغان این خاک نخواهد بود.